# Amir Ghazi
Amir Ghazi Gumushtegin també Gümüshtegin, Gümüshtagin o Gumushtagin fou el segon bei o emir de la dinastia danixmendita, família de governants dels oghuz turcmans que van establir un beilicat o emirat centrat a Sivas, Tokat i Niksar, a l'Àsia Menor, al final del Segle XI i fins al Segle XII. Amir Ghazi va regnar des de la mort del seu pare l'any 1104 fins a la seva mort el 1134. El va succeir el seu fill Malik Muhammad (o Mehmed) Ghazi, que fou investit com a malik o rei i va regnar al seu torn des del 1134 fins al 1142.

## Biografia
Amir Ghazi Gumushtegin era fill d'Amir Danishmend Ghazi, i el va succeir quan va morir l'estiu del 1104.
Entre 1104 i 1106 va perdre part dels seus territoris davant els seljúcides de Konya (incloent Malatya el 1106). El 1105 es va apoderar d'Elbistan que pertanyia al comtat d'Edessa. El juny de 1106 els seljúcides van atacar Malatya i la van ocupar el 2 de setembre. A la mort de Kilidj Arslan I va donar suport al seu gendre, el seljúcida Masud I, per esdevenir soldà i amb aquest ajut Masud va fer matar el seu pare Kahan Shah (1116) i es va apoderar de Konya mentre els seus oncles governaven a Ankara i a Malatya.
El 1118 l'emir Mengüdjek Ahmad d'Erzindjan i de Kamakh o Kemakh va atacar Malatya governada pel seljúcida Toghrul Arslan (15 de març). Toghrul va demanar la protecció del conte d'Edessa però Balak, emir ortúquida de Khartpert i atabeg de Malatya va reaccionar i va fer una expedició a Erzindjan amb el suport d'Amir Ghazi Gumushtegin ben Danishmend. Això fou aprofitat per l'ortúquida Ilghazi I que va reclutar tropes turcmanes i va recuperar Mardin i Nisibin (en poder de governadors seljúcides) i finalment Mayyafarikin, la darrera plaça forta del sultà seljúcida de Malatya al Diyar Bakr. Balak va fer la guerra a Mengüdjek que es va aliar a Gabras, dux de Trebisonda, i va aconseguir rebutjar-lo de Malatya, entrant a la ciutat assegurant-se el poder efectiu com atabeg. Tot seguit encara va atacar el Regne Armeni de Cilícia, ara aliat al comte d'Edessa, i va ocupar la província de Djahan. Ilghazi va poder conservar Mayyafarikin, però va haver de retornar a Alep. Mengüdjek Ahmad va morir a Kamakh poc després.
Més tard Amir Ghazi es va aliar a Toghrul Arslan de Malatya (i al seu atabeg Balak) i el 1120 va derrotar l'emir d'Erzindjan Ibn Mengüdjek i al seu aliat, el dux de Trebisonda. Ibn Mengüdjek fou fet presoner però fou alliberat (era el gendre d'Amir Ghazi) i això va provocar el trencament de l'aliança amb Toghrul Arslan.
El 1124 va morir Balak en una batalla contra el governador de Manbidj i el comte Jocelin I d'Edessa. Amir Ghazi va atacar llavors Malatya (13 de juny) i la va recuperar (10 de desembre de 1124).
Llavors va intervenir a la guerra entre el sultà Masud I (el seu gendre) i el seu germà Malik Arab, príncep d'Ankara i Kastamonu, i va imposar la seva autoritat a Capadòcia ocupant Ankara i Cesarea i després Gangra i Kastamonu; Arab va demanar ajut a l'Imperi Romà d'Orient.
El 1129 va morir el príncep armeni Thoros i el seu successor Lleó I fou derrotat per Bohemon II d'Antioquia Tàrent en un combat menor i va caure presoner. Antioquia aspirava a dominar Cilícia que Lleó disputava als romans d'Orient. Per ser alliberat va haver de cedir Mopsuèstia, Adana i el castell de Sarovantijar; quan va quedar lliure va fer aliança amb Amir Ghazi, que va envair llavors la Petita Armènia i el 1130 va derrotar Bohemon II d'Antioquia, que va morir en la batalla, prop d'Ayn Zarba, quan el príncep anava a enfrontar als turcmans. El rei armeni Lleó es va sotmetre voluntàriament i Amir Ghazi Gümüshtigin va devastar llavors el comtat d'Edessa. Al principat d'Antioquia Constança va succeir al seu pare Bohemon (a Tàrent el va succeir Roger II, duc de la Pulla i Calàbria, després rei de Sicília), però la vídua Elisa va buscar (sense resultat) l'aliança d'Amir Ghazi per ocupar el poder.
El 1132 va haver d'enfrontar a Joan II Comnè que es va apoderar de Kastamonu (però la va recuperar a l'any següent). Amir Ghazi va acollir al príncep romà d'Orient Isaac Comnè revoltat contra el seu germà (1133). L'atac romà d'Orient a Gangra el 1133 fou rebutjat i els turcmans van recuperar llavors Kastamonu. El 1134 els romans d'Orient van ocupar breument Gangra però en foren expulsats.
En recompensa per les seves victòries el califa al-Mustarshid li va concedir el títol de malik (rei); quan els enviats del califa van arribar a la seva residència ja el van trobar al seu llit de mort (1134) i el va succeir el seu fill Malik Muhammad o Mehmed que fou investit com a malik.